# Кейл, Пола
По́ла Кейл (англ. Paula Cale, имя при рождении — По́ла Короло́гос (англ. Paula Korologos); род. 2 июня 1970, Фэрфакс, Вирджиния, США) — американская актриса театра, телевидения и кино, наиболее известная по роли Джоан Хансен в телесериале «Провиденс». Дочь американца греческого происхождения Тома Корологоса.

## Биография

### Ранние годы, семья и образование
Родилась в семье консервативных республиканцев Тома и Джой Корологосов. Её отец — дипломат и лоббист, а мать — домохозяйка и председатель школьного совета округа Фэрфакс, умерла в 1997 году от рака головного мозга (меланома). Выросла в Вашингтоне (округ Колумбия). Имеет старших сестру Энн и брата Филлипа.
В школьные годы проходила практику в Белом доме в период президентства Рональда Рейгана.
В 1988 году, после окончания средней школы, поступила в Университет Вандербильта для получения педагогического образования, однако спустя год, став стипендиаткой Гудменовской школы драмы, перевелась в Университет Де Поля, который окончила в 1993 году со степенью бакалавра изящных искусств.

### Карьера
В 1993 году, по окончании университета, Кейл получила роль Сюзанны в постановке пьесы «Пикассо в „Проворном кролике“» Стива Мартина в чикагском театре Steppenwolf, а в 1995 году приехала с этой же постановкой в Лос-Анджелес, где начинающую актрису заметила Кэндис Берген и предложила ей постоянную роль Макговерн, репортёра в ситкоме «Мерфи Браун». Вскоре после этого Кейл одновременно появилась в двух комедийных сериалах на различных телеканалах: в роли дерзкой официантки в «Local Heroes» (1996) и жены-неврастенички Дейва Карлайла (Дейв Шаппелл) в «Buddies» (1996).
После Лос-Анджелеса Кейл отправилась в Нью-Йорк, где сыграла в бродвейской постановке пьесы «Ночь игуаны» (1996) и исполнила роль Гилды Раднер в офф-бродвейской постановке «Bunny, Bunny» (1997). После возвращения в Лос-Анджелес сыграла гостевую роль сестры Норы Уайлд (Теа Леони) в двух эпизодах ситкома «The Naked Truth» на канале NBC и роль давно пропавшей племянницы Сибил Шеридан (Сибилл Шеперд) в ситкоме «Cybill».
Желая продолжить играть комедийные роли, Кейл сначала заколебалась, когда была приглашена пройти прослушивание для драматического телесериала «Провиденс», однако в итоге подписала контракт. После завершения сериала в 2002 году Кейл сыграла роль Бетти, первой жены Дина Мартина (Джереми Нортэм), в биографическом фильме «Martin and Lewis», а также в телефильме 2008 года «Living Proof» на канале Lifetime. В 2014 году она появилась вместе с Дженнифер Энистон в фильме «Торт», исполнив роль Кэрол.

## Личная жизнь
В 1995—1999 годах была замужем за фолк-музыкантом Беннеттом Кейлом.
В 2002 году Кейл рассказала журналу People, что страдает клинической депрессией.
29 июля 2006 года вышла замуж за сценариста из Лос-Анджелеса Майкла Лисбе.
В настоящее время проживает в Лос-Анджелесе, где занимается волонтёрской работой для своей церкви.

## Избранная фильмография
- 1990 — Electra — Клитемнестра
- 1993 — The Untouchables
- 1995 — Мерфи Браун — Макговерн
- 1995 — Madman of the People — Эми
- 1995 — Local Heroes — Глория
- 1996 — Buddies — Лоррейн Бэйли
- 1997 — The Naked Truth — Лиззи Уайлд
- 1997 — Office Killer — Пола
- 1998 — Union Square — Беннет Эдвардс
- 1998 — Убийца из прошлого — Мэриен
- 1998 — Cybill — Клэр
- 1998 — Winchell — миссис Кларфельд
- 2001 — Brian’s Song — Джой Пикколо
- 2002 — Martin and Lewis — Джой Пикколо
- 1999—2002 — Провиденс — Джоан Хансен
- 2004 — Mommy — Трейси
- 2004 — In the Game
- 2005 — Говорящая с призраками — Кэндис Дейл
- 2005 — Джоуи — Эбби
- 2005 — Twins — Лиза
- 2005 — Grown Men
- 2006 — Доктор Хаус / House — Иди Хартман
- 2007 — Imperfect Union — Карли
- 2008 — Living Proof — Донна Сламон
- 2006—2007 — Twenty Good Years — Аннетт
- 2010 — $#*! My Dad Says — Шелли
- 2011 — Милые обманщицы / Pretty Little Liars — миссис Аккард
- 2014 — Торт — Кэрол